# Serafym (Zaliznyckyj)
Serafym (ve velké schimě: Serhij; světským jménem: Vasyl Fedorovyč Zaliznyckyj; * 16. ledna 1953, Losjatyn) je ukrajinský duchovní Ukrajinské pravoslavné církve a emeritní metropolita ivano-frankivský a kolomyjský.

## Život
Narodil se 16. ledna 1953 ve vesnici Losjatyn Ternopilské oblasti.
Studoval na zemědělské škole v Kremenci. Poté pracoval v kolchozu a na Kremenecké zemědělské správě jako agronom.
Roku 1975 začal studovat na Moskevském duchovním semináři. Následně pokračoval ve studiu na Moskevské duchovní akademii.
Dne 24. února 1985 byl metropolitou kyjevským a haličským Filaretem (Denysenkem) rukopoložen na diákona a 3. března na jereje.
Dne 30. května 1985 byl jmenován představeným chrámu svaté Marie Magdaleny ve městě Bila Cerkva a blagočinným Bilocerkvenského okruhu.
Dne 31. července 1994 jej archimandrita Jefrem (Kycaj) postřihnul na monacha se jménem Serafym na počest svatého Serafima Sarovského.
Dne 1. srpna 1994 byl rukopoložen na biskupa bilocerkvenského a bohuslavského. Světiteli byli metropolita kyjevský a celé Ukrajiny Volodymyr (Sabodan), arcibiskup luhanský a starobilský Ioannikij (Kobzev), arcibiskup hluchivský a konotopský Ionafan (Jeleckich) a biskup chersonský a tavrický Ilarion (Šukalo).
V srpnu 2003 onemocněl a byl ve vážném stavu, proto byl postřižen do velké schimy se jménem Serhij. Roku 2007 mu byla velká schima zrušena. Důvodem bylo pokračování ve službě biskupa, což je v rozporu církevních pravidel při přijetí velké schimy.
Dne 31. května 2007 byl ustanoven biskupem severodoněckým a starobilským. Dne 4. června 2007 byl na vlastní žádost penzionován. V prosinci téhož roku byl patriarchou Alexijem II. jmenován představeným chrámu Uvedení přesvaté Bohorodice do chrámu u Saltykova mostu a chrámu Životodárné Trojice u Saltykova mostu v Moskvě.
Dne 29. ledna 2016 byl ustanoven biskupem šumským, vikářem ternopilské eparchie a rektorem Počajivského duchovního semináře.
Dne 25. září 2018 se stal biskupem ivano-frankivským a kolomyjským.
Dne 25. června 2019 byl povýšen na arcibiskupa a 17. srpna 2021 na metropolitu.
Dne 23. listopadu 2022 byl penzionován.